# Halfafzinkbaar productieplatform

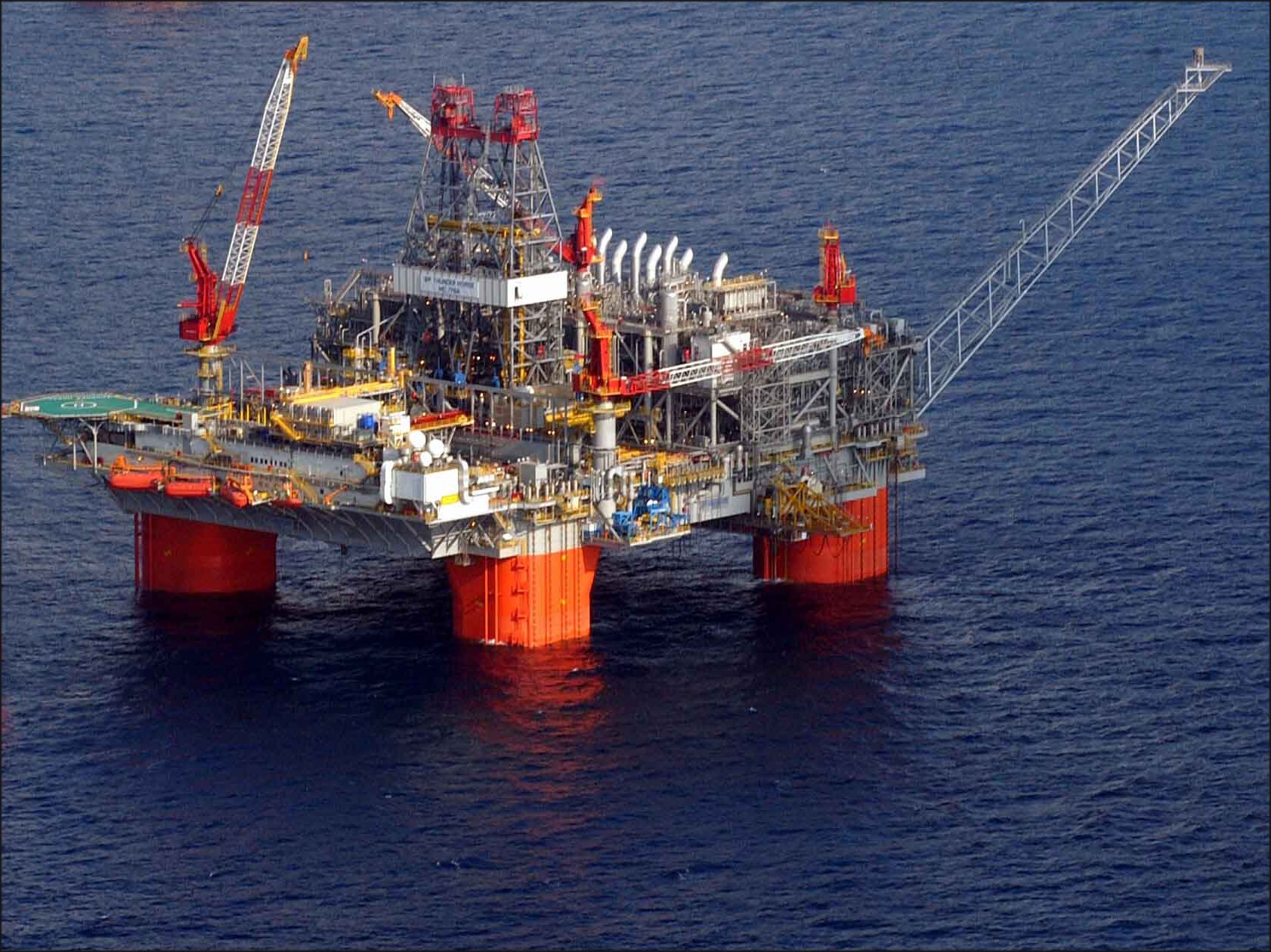
Thunder Horse naar GVA 40000-ontwerp is het grootste halfafzinkbare platform ter wereld

Een halfafzinkbaar productieplatform is een halfafzinkbaar platform (semisubmersible platform, semi) dat als productieplatform fungeert. Het is een van de drijvende platforms die het mogelijk maken om op dieper water olie en gas te produceren dan mogelijk is met stalen onderstellen (jackets), betonnen platforms of zelfs compliant towers. De andere drijvende platforms zijn het tension-leg platform (TLP), de spar en de FPSO.
De eerste halfafzinkbare productieplatforms waren omgebouwde halfafzinkbare boorplatforms. Met het verschijnen van de tweede generatie boorsemi's werden enkele van de eerste generatie van mobiele buitengaatse booreenheden (Mobile Offshore Drilling Units, MODU's) omgebouwd tot Floating Production System (FPS). De Transworld Rig 58 was in 1975 de eerste toen het als North Sea Pioneer werd ingezet in het Argyll-veld op de Noordzee. De eerste nieuw gebouwde FPS was in 1986 de Balmoral FPV naar GVA 5000-ontwerp.

## Kenmerken
Zoals bij andere semi's bestaan ook productiesemi's uit pontons met daarop een aantal kolommen met daar weer een dekconstructie bovenop. Bij Floating Production Systems (FPS) worden meestal doorlopende pontons toegepast, aangezien vaarweerstand hier geen rol speelt zoals bij MODU's.
Het platform wordt afgemeerd met behulp van kettingen en meerdraden die rondom zijn aangebracht verbonden aan in de zeebodem geplaatste paalankers of zuigankers (suction-piles).
| schrikken (surge) | > 100     |
| verzetten (sway)  | > 100     |
| dompen (heave)    | 20 - 50   |
| slingeren (roll)  | 30 - 60   |
| stampen (pitch)   | 30 - 60   |
| gieren (yaw)      | > 50 - 60 |

Bij semi's bevindt een groot deel van de romp zich onder water. Hierdoor verminderd het effect van zeegang en deining. De meeste golfperiodes van dit golfspectrum liggen tussen de 4 en 6 seconde voor normale zeegang en tot 20-25 seconde voor deining, afhankelijk van het gebied. De eigenperiode voor de bewegingen van een semi ligt hier boven.

## Geschiedenis
Naarmate de halfafzinkbare boorplatforms van de eerste generatie het moeilijk kregen met de concurrentie van de tweede generatie, werden enkele omgebouwd van mobiele buitengaatse booreenheden (Mobile Offshore Drilling Units, MODU's) tot FPS. Het Argyll-veld op de Noordzee was het eerste producerende olieveld op het Britse plat en was een complex reservoir. Van tevoren kon door die complexiteit niet bepaald worden hoeveel het zou produceren en daarom werd hier de Transworld Rig 58 omgebouwd tot FPS. In 1975 was het daarmee als North Sea Pioneer de eerste in zijn soort. Het zou grote navolging krijgen, vooral van Petrobras dat een groot aantal velden met een FPS en een FPSO zou ontwikkelen. Deze opzet maakte het mogelijk om een veld snel te ontwikkelen, al voordat er een vast platform was geplaatst en voordat er infrastructuur als pijpeleidingen was gelegd.
Waar het aanvankelijk vooral werd ingezet om velden snel tot productie te ontwikkelen, werd het al snel ook voor marginale velden ingezet, waarbij een investering in een vast platform en pijpleidingen niet gerechtvaardigd was.
Vanaf de jaren 1990 bewoog de offshore zich richting dieper water, waarbij de semi naast de FPSO, de TLP en de spar een van de mogelijkheden werd.

## Floating Production Units
| Semi                               | Veld                                                                                     | Type              | Jaar                | Operator                           | Land                                                | Ontwerp                           | Werf                                                            | Installatie             | Waterdiepte       |
| ---------------------------------- | ---------------------------------------------------------------------------------------- | ----------------- | ------------------- | ---------------------------------- | --------------------------------------------------- | --------------------------------- | --------------------------------------------------------------- | ----------------------- | ----------------- |
| North Sea Pioneer Norscot Producer | Argyll, Duncan Innes Crawford -                                                          | Transworld Rig 58 | 1975 1985 1989 2008 | Hamilton Brothers Norscot          | Verenigd Koninkrijk                                 | Kerr-McGee                        | NDSM, Van der Giessen-de Noord, P. Smit Jr. en Wilton-Fijenoord |                         | 79 m              |
| Bideford Dolphin                   | Casablanca                                                                               | Aker H-3          | 1977                | Chevron                            | Spanje                                              | Aker                              | Aker Verdal/ Bergen Mekaniske Verksted                          |                         | 120 m             |
| Sedco I                            | Dorada                                                                                   | Sedco 135         | 1977                | Eniepsa                            | Spanje                                              | Friede & Goldman                  | Halifax Shipyards                                               |                         | 93 m              |
| Sedco 135D Petrobras LXV           | Campos-bekken, Enchova, Garoupa, Pampo, Bicudo                                           | Sedco 135         | 1977 2009           | Petrobras                          | Brazilië                                            | Friede & Goldman                  | RDM                                                             |                         | 100 m             |
| Penrod 72 Petrobras XXIV           | Campos-bekken, Enchova Green Canyon Block 29 Campos-bekken, Albacora                     | Penrod 70         | 1979 1988 1993      | Petrobras Placid Petrobras         | Brazilië Golf van Mexico, Verenigde Staten Brazilië | Harry Reinecke                    | Marathon LeTourneau                                             |                         | 100 m 469 m 275 m |
| Afortunada                         | Casablanca                                                                               | SCP III-Mark 2    | 1979                | Chevron                            | Spanje                                              | The Offshore Company              | Hijos de J. Barreras                                            |                         | 120 m             |
| Sedco Staflo Petrobras XXI         | Campos-bekken, Sul del Pampo Campos-bekken, Linguado                                     | Staflo            | 1980 1984           | Petrobras                          | Brazilië                                            | BIPM, Breit                       | Furness Shipbuilding Company                                    |                         | 113 m 112 m       |
| Transworld Rig 61                  | Campos-bekken, Pampo, Linguado Campos-bekken, Trilha (RJS-236)                           | Transworld Rig 61 | 1981 1984           | Petrobras                          | Brazilië                                            | Transworld Drilling               | Sasebo Heavy Industries                                         |                         | 113 m             |
| Buchan A                           | Buchan                                                                                   | Pentagone         | 1981                | BP                                 | Verenigd Koninkrijk                                 | IFP                               | CFEM                                                            |                         | 118 m             |
| Sedco 135F Petrobras XXII          | Campos-bekken, Garoupinha Campos-bekken, Moreia                                          | Sedco 135         | 1982 1986           | Petrobras                          | Brazilië                                            | Friede & Goldman                  | Victoria Machinery Depot                                        |                         | 113 m 114 m       |
| Penrod 71 Petrobras XXVII          | Campos-bekken, Bonito Campos-bekken, Voador                                              | Penrod 70         | 1982 1998           | Petrobras                          | Brazilië                                            | Harry Reinecke                    | Marathon LeTourneau                                             |                         | 192 m 530 m       |
| Petrobras IX                       | Campos-bekken, Congro en Corvina                                                         | Aker H-3          | 1983                | Petrobras                          | Brazilië                                            | Aker                              | Mitsui Engineering & Shipbuilding                               |                         | 230 m             |
| Petrobras XV                       | Campos-bekken, Marimba en Piraúna                                                        | MD-500            | 1983                | Petrobras                          | Brazilië                                            | Aker                              | Mitsubishi Heavy Industries                                     |                         | 243 m             |
| Pentagone 81                       | Campos-bekken, Parati                                                                    | Pentagone         | 1984                | Petrobras                          | Verenigd Koninkrijk                                 | IFP                               | CFEM                                                            |                         | 107 m             |
| SS-11 (Atlantic Zephyr)            | Campos-bekken, Viola Campos-bekken, Coral en Estrela do Mar Santos-bekken, Tiro en Sídon | Zephyr            | 1984 2003 2010      | Petrobras                          | Brazilië                                            | Breit                             | Bethlehem Steel                                                 |                         | 127 m 126 m 250 m |
| Petrobras XII                      | Campos-bekken, Badejo, Linguado en Trilha                                                | Aker H-3          | 1984                | Petrobras                          | Brazilië                                            | Aker                              | Mitsui Engineering & Shipbuilding                               |                         | 103 m             |
| Deepsea Pioneer FPU-DH1            | Argyll, Duncan, Innes Dai Hung I                                                         | Aker H-3          | 1984                | Hamilton Brothers BHP              | Verenigd Koninkrijk Vietnam                         | Aker                              | Bergen Mekaniske Verksted                                       |                         | 79 m 110 m        |
| Balmoral FPV                       | Balmoral                                                                                 | GVA 5000          | 1986                | Sun Oil                            | Verenigd Koninkrijk                                 | GVA                               | Götaverken                                                      |                         | 143 m             |
| Petrobras VII                      | Campos-bekken, Bicudo en Enchova Oeste                                                   | Aker H-3          | 1988                | Petrobras                          | Brazilië                                            | Aker                              | Rauma-Repola                                                    |                         | 209 m             |
| AH001                              | Ivanhoe en Rob Roy                                                                       | Sedco 700         | 1989                | Amerada Hess                       | Verenigd Koninkrijk                                 | Earl and Wright                   | Mitsubishi Heavy Industries                                     |                         | 140 m             |
| Veslefrikk B                       | Veslefrikk                                                                               |                   | 1989                | Statoil                            | Noorwegen                                           | Maritime Engineering, Smedvig     | DSME                                                            |                         | 175 m             |
| Petrobras XX                       | Campos-bekken, Marlim                                                                    | GVA 4000          | 1992                | Petrobras                          | Brazilië                                            | GVA                               | Götaverken                                                      |                         | 625 m             |
| Petrobras VIII                     | Campos-bekken, Marimbá                                                                   | Aker H-3          | 1993                | Petrobras                          | Brazilië                                            | Aker                              | Aker Verdal/ Bergen Mekaniske Verksted                          |                         | 423 m             |
| Petrobras XIII                     | Campos-bekken, Bijupira/ Salema                                                          | TH 2800           | 1993                | Petrobras                          | Brazilië                                            | CFEM                              | UIE                                                             |                         | 625 m             |
| Petrobras XIV                      | Santos-bekken, Caravela                                                                  | TH 2800           | 1993                | Petrobras                          | Brazilië                                            | CFEM                              | UIE                                                             |                         | 195 m             |
| Petrobras XVIII                    | Campos-bekken, Marlim                                                                    | GVA 4500          | 1994                | Petrobras                          | Brazilië                                            | GVA                               | Keppel FELS                                                     |                         | 910 m             |
| Enserch Garden Banks               | Cooper                                                                                   | Ocean Victory     | 1995                | Enserch                            | Golf van Mexico, Verenigde Staten                   | Odeco                             | Avondale Shipyards                                              | HeereMac                | 668 m             |
| Troll B                            | Troll                                                                                    |                   | 1995                | Norsk Hydro                        | Noorwegen                                           | Doris                             | Kværner                                                         |                         | 320 m             |
| Nanhai Tiao Zhan                   | Liuhua 11-1                                                                              | Sedco 700         | 1995                | CNOOC                              | China                                               | Earl and Wright                   | Halifax Shipyard                                                |                         | 332 m             |
| Petrobras XXV                      | Campos-bekken, Albacora                                                                  | SS-4000           | 1996                | Petrobras                          | Brazilië                                            | Zapata                            | Bethlehem Steel                                                 |                         | 252 m             |
| Tahara                             | PY-3                                                                                     | Sedco 135         | 1997                | Hardy, Aban                        | India                                               | Friede & Goldman, Earl and Wright | Levingston Shipbuilding                                         |                         | 82 m              |
| Petrobras XIX                      | Campos-bekken, Marlim                                                                    | Pacesetter        | 1997                | Petrobras                          | Brazilië                                            | Friede & Goldman                  | Bethlehem Steel                                                 |                         | 770 m             |
| Njord A                            | Njord                                                                                    |                   | 1997                | Statoil                            | Noorwegen                                           |                                   | Aker Verdal/ Kvaerner Stord                                     |                         | 330 m             |
| Janice A                           | Janice                                                                                   | Aker H-3          | 1999                | Kerr-McGee                         | Verenigd Koninkrijk                                 | Aker                              | Chantiers de l'Atlantique                                       |                         | 80 m              |
| Visund                             | Visund                                                                                   | GVA 8000          | 1999                | Norsk Hydro                        | Noorwegen                                           | GVA                               | Haugesund Mekaniske Versted, Kvaerner Rosenberg                 |                         | 335 m             |
| Troll C                            | Troll                                                                                    | GVA 8000          | 1999                | Norsk Hydro                        | Noorwegen                                           | GVA                               | Hyundai/ Umoe                                                   |                         | 340 m             |
| Petrobras XXVI                     | Campos-bekken, Marlim                                                                    | Pacesetter        | 1998                | Petrobras                          | Brazilië                                            | Friede & Goldman                  | Vyborg Shipyard                                                 |                         | 515 m             |
| Petrobras XXXVI                    | Roncador                                                                                 | Trendsetter       | 2000                | Petrobras                          | Brazilië                                            | Friede & Goldman                  | Fincantieri                                                     |                         | 1360 m            |
| Snorre B                           | Snorre                                                                                   |                   | 2001                | Norsk Hydro                        | Noorwegen                                           | Aker Maritime                     | Dragados/                                                       |                         | 351 m             |
| Asgard B                           | Asgard                                                                                   | GVA 21000         | 2000                | Statoil                            | Noorwegen                                           | GVA                               | DSME/ Kvaerner Rosenberg                                        |                         | 294 m             |
| Na Kika                            | Na Kika                                                                                  |                   | 2003                | Shell                              | Golf van Mexico, Verenigde Staten                   | ABB Lumus Global                  | Hyundai                                                         | Heerema                 | 1933 m            |
| Petrobras XL                       | Campos-bekken, Marlim Sul                                                                |                   | 2004                | Petrobras                          | Brazilië                                            |                                   | Hyundai                                                         |                         | 1080 m            |
| Kristin                            | Kristin                                                                                  | GVA 12000         | 2005                | Statoil                            | Noorwegen                                           | GVA                               | Samsung/ Aker Stord                                             |                         | 320 m             |
| Atlantis PQ                        | Atlantis                                                                                 | GVA 27000         | 2006                | BP                                 | Golf van Mexico, Verenigde Staten                   | GVA                               | DSME/ McDermott                                                 | Heerema                 | 2156 m            |
| ATP Innovator                      | Gomez                                                                                    | Rowan Midland     | 2006                | ATP                                | Golf van Mexico, Verenigde Staten                   | Earl and Wright                   | Levingston Shipbuilding                                         | InterMoor               | 914 m             |
| Independence Hub                   | Independence                                                                             | DDS               | 2007                | Anadarko, Enterprise               | Golf van Mexico, Verenigde Staten                   | Atlantia                          | Jurong Shipyard/ Kiewit                                         | Heerema                 | 2414 m            |
| Petrobras LI                       | Campos-bekken, Marlim Sul                                                                |                   | 2009                | Petrobras                          | Brazilië                                            | Aker Kvaerner                     | Keppel FELS/ Technip, BrasFELS                                  |                         | 1255 m            |
| Petrobras LII                      | Campos-bekken, Roncador                                                                  |                   | 2007                | Petrobras                          | Brazilië                                            | Aker Kvaerner                     | Keppel FELS/ Technip, BrasFELS                                  |                         | 1795 m            |
| Thunder Horse PDQ                  | Thunder Horse                                                                            | GVA 40000         | 2008                | BP                                 | Golf van Mexico, Verenigde Staten                   | GVA                               | DSME/ McDermott                                                 | Heerema                 | 1849 m            |
| Blind Faith                        | Blind Faith                                                                              | DDS               | 2008                | Chevron                            | Golf van Mexico, Verenigde Staten                   | Aker Kvaerner                     | Aker Kvaerner Verdal/ Gulf Island Fabrication                   | Aker Marine Contractors | 1980 m            |
| Thunder Hawk                       | Thunder Hawk                                                                             | DDS               | 2009                | Murphy                             | Golf van Mexico, Verenigde Staten                   | Atlantia                          | Dyna-Mac/ Kiewit                                                | Aker Marine Contractors | 1845 m            |
| Emerald Producer Northern Producer | Emerald Galley West Don                                                                  | Aker H-3          | 1992 1998 2009      | Midland & Scottish Texaco Petrofac | Verenigd Koninkrijk                                 | Aker                              | Trosvik Mekaniske Verksted/ Framnæs Mekaniske Værksted          |                         | 170 m             |
| Gjøa                               | Gjøa                                                                                     |                   | 2010                | Statoil/ GDF SUEZ                  | Noorwegen                                           | Aker                              | Samsung/ Aker Stord                                             | Aker Marine Contractors | 360 m             |
| Who Dat                            | Who Dat                                                                                  | OPTI-EX           | 2011                | LLOG                               | Golf van Mexico, Verenigde Staten                   | Exmar                             | Hyundai/ Kiewit                                                 | InterMoor               | 945 m             |
| Petrobras LVI                      | Campos-bekken, Marlim Sul                                                                |                   | 2011                | Petrobras                          | Brazilië                                            | Aker Kvaerner                     | BrasFELS, Technip                                               |                         | 1700 m            |
| Petrobras LV                       | Campos-bekken, Roncador                                                                  |                   | 2013                | Petrobras                          | Brazilië                                            | Cenpes/ GustoMSC                  | EAS/ ERG                                                        |                         | 1790 m            |
| Gumusut Kakap                      | Gumusut Kakap                                                                            |                   | 2014                | Shell                              | Maleisië                                            | INTECSEA                          | MMHE, MISC                                                      | SapuraCrest Petroleum   | 1189 m            |
| Jack/St Malo                       | Jack en St Malo                                                                          | GVA 33000         | 2014                | Chevron                            | Golf van Mexico, Verenigde Staten                   | KBR, GVA                          | Samsung/ Kiewit                                                 | Heerema                 | 2134 m            |
| Delta House                        | Delta House                                                                              | OPTI-11000        | 2015                | LLOG                               | Golf van Mexico, Verenigde Staten                   | Exmar                             | Hyundai/ Kiewit                                                 | InterMoor               | 1379 m            |
| Appomattox                         | Appomattox                                                                               |                   | 2019                | Shell                              | Golf van Mexico, Verenigde Staten                   |                                   | Samsung/ Kiewit                                                 | Heerema                 | 2222 m            |